# クロード・チアリ
クロード・チアリ（Claude Ciari、本名・戸籍名：智有 蔵上人/ちあり くろうど、旧名・通名：同じ、1944年2月11日 - ）は、フランス・ニース出身のタレント、ギタリスト、プログラマ。日本国籍。タレントのクリステル・チアリは娘。

## 来歴等
独学でギターを始め、フランスのECOLE GRENIER SUR L'EAU PARIS卒業。パリ証券取引所のコンピューター室に勤務。16歳でロックバンド「レ・シャンピオンズ(:fr:)」結成。ヨーロッパで大人気となり、演奏前の前座はビートルズが務めた。20歳でバンドから独立し、ソロ・アコースティックギタリストとして活動を始める。1964年にギター曲「夜霧のしのび逢い」が世界的にヒットし、「哀愁のギタリスト」として知られる。ただし「夜霧の -」は日本版タイトルであり、スペイン語の原曲タイトル「La playa」の意味は「浜辺」である。フランスのACCディスク大賞受賞。その後、映画『夜霧のしのび逢い』が公開されたが、世界的にはクロード・チアリの曲「夜霧のしのび逢い」とは関係ない。しかし、日本のみ、この曲を映画の随所に使用し公開された。
1967年に初来日。1975年に日本人と白系ロシア人とのハーフの女性で元モデルのジェーン矢田と結婚して日本に永住するようになる。1985年に日本に帰化し、日本名である2012年現在の本名・智有蔵上人に改名する。帰化したばかりの頃、ニコニコのりのテレビCMに出演し、お中元の署名としてこの日本名を毛筆で書き込むシーンが入っている。家族とは関西弁（神戸弁）で話すため、海外旅行をするとホテルの従業員などに「あなたはどこの国の人なのか」と聞かれることがある。
1979年から放送のバラエティ番組『アイ・アイゲーム』（フジテレビ）に解答者として出演。タレントとしても活動した。『年忘れ必殺スペシャル 仕事人アヘン戦争へ行く 翔べ!熱気球よ香港へ』（朝日放送）、『てるてる家族』（NHK）、『世界・わが心の旅』（BS2）『「午後は○○おもいッきりテレビ』（日本テレビ系）などの番組にも出演。
1989年には、「新自由クラブ」（河野洋平らが設立した新自由クラブとは別組織）から、第15回参議院議員通常選挙の比例代表区で出馬したが落選。
ギタリストになる前はコンピュータ技師をしており、パソコンにも造詣が深い。インターネットの前身、パソコン通信創生期の代表的な人物の一人である。1980年代から1990年代にかけて、NECが運営していたPC-VANでは「チアリコンピュータワールド」（旧称：「NEC98 by チアリ」）というSIGを運営。オンラインソフトの集積場として、PC-VANの看板的存在であったが、SIGの運営では独善的な面も見られ批判も多かった。
1995年の阪神・淡路大震災では、自身も被害を受けるも、日本各地でチャリティーコンサートを開催。震災復興に協力。1990年兵庫県文化功労賞、2005年西宮市民文化賞受賞。近年では、世界一周クルーズ乗船演奏会、世界豪華客船演奏会、コンサート、ディナーショー、講演会活動などをおこなっている。

## 代表曲
- ĽLa playa（夜霧のしのび逢い）（1965年、東芝音楽工業・Odeonレコード、OR-1292）・・・映画「夜霧のしのび逢い」日本版主題曲
- 夜霧のシルエット・・・ドラマ「京都殺人案内」テーマ曲（テレビ朝日系『土曜ワイド劇場』）
- 朝もやの渚（SLEEPY SHORE）・・・ジョニー・ピアソンのヒット曲のカヴァー。1975年にキャニオンレコードから発売されたLPレコード"LOVE SOUNDS GOLDEN BEST 16"（邦題：愛を謳う / ゴールデン・ベスト16）のA面8曲目に所収。ニッポン放送が日曜日深夜の放送終了時に演奏される曲でもある。但し、最近は朝もやの渚を演奏せずアナウンス後にすぐ停波することも多い。

## 出演

### テレビ番組
- アイ・アイゲーム（フジテレビ）解答者として出演
- コードナンバー108 7人のリブ 第8話「赤いバラとギター」（1976年、関西テレビ-  殺し屋アラン 役）
- 第25回NHK紅白歌合戦　あべ静江「みずいろの手紙」ギター演奏（1974年12月31日　NHK）
- ザ・ハングマン 第41話「パリから来た殺し屋」（にっかつ、1981年）フランス人の殺し屋・ピエール・ボナパルト役でゲスト出演
- 火曜サスペンス劇場・消えたタンカー（1981年、日本テレビ） - 「インシュアランス リサーチ社」支社長役
- 年忘れ必殺スペシャル 仕事人アヘン戦争へ行く 翔べ!熱気球よ香港へ（ABCテレビ、1983年）ナポレオン・ボナパルト役で出演
- 年末時代劇スペシャル「五稜郭」（1988年12月30日・12月31日、日本テレビ） - アンドレ・カズヌーヴ 役
- てるてる家族（NHK大阪放送局制作、2003年度下半期の連続テレビ小説）佐世保の米軍キャンプのパン工場責任者・デービッド役で出演
- 世界わが心の旅（NHK総合テレビ）
- 午後は○○おもいッきりテレビ（日本テレビ）パネリストとして不定期で出演

### ラジオ番組
- クロード・チアリのボンジュール三番街（FM大阪、1978年 - 1989年） 約10年間続いていた番組だったが、参議院選選挙に出馬するため番組を終了した。
- 桑原征平粋も甘いも水曜日（ABCラジオ、2012年5月 - 2013年3月）月1回のレギュラーゲスト扱いで出演

### CM
- ヒガシマル醤油 ちょっとどんぶり、ちょっとぞうすい など
- カルビー かっぱえびせん
- ニコニコのり

・このほか、東海テレビの1980年代後半のクロージングでの演奏も担当している。

## 補足事項
- 刑事ドラマ『特捜最前線』のエンディング「私だけの十字架」を歌うのはファウスト・チリアーノ（Fausto Cigliano）でイタリア出身のナポリターナ歌手。たびたびクロード・チアリと混同される[2]がまったくの別人。
- Fausto Cigliano (Wikipedia)
- Fausto Cigliano (Polosud Records)